# Emil Theodor Kocher
Emil Theodor Kocher (født 25. august 1841 i Bern, Schweiz, død 27. juli 1917) var en schweizisk læge og medicinsk forsker. Han fik Nobelprisen i medicin i 1909 for sit arbejde indenfor fysiologi, patologi og kirurgi af skjoldbruskkirtelen.
Han studerede i Zürich, Berlin, London og Wien, og fik sin doktorgrad i Bern i 1865. Nogle af hans nye idéer angående skjoldbruskkirtelen var i udgangspunktet kontroversielle. Men hans vellykkede behandlinger af struma med svært få dødsfald som følge, førte efter kort tid til at han fik meget anerkendelse. 